# الجزر العذراء البريطانية في الألعاب الأولمبية الصيفية 2012
الجزر العذراء البريطانية في الألعاب الأولمبية الصيفية 2012 من المقرر ان تدخل الجزر العذراء البريطانية للمنافسة في دورة ألعاب أولمبية صيفية 2012، لندن المملكة المتحدة، في الفترة من 27 يوليو - 12 أغسطس 2012. وستشارك ب 1 رياضي في 1 رياضة وهيا سباق 100 متر